# Вйонзова (Свентокшиське воєводство)
Вйонзова (пол. Wiązowa) — село в Польщі, у гміні Мнюв Келецького повіту Свентокшиського воєводства.
У 1975-1998 роках село належало до Келецького воєводства.